# Лупфиг
Лупфиг (нем. Lupfig) — коммуна в Швейцарии, в кантоне Аргау.
Входит в состав округа Бругг. Официальный код — 4104.

## История
На 31 декабря 2007 года население составляло 2057 человек.
1 января 2018 года присоединён к коммуне Лупфиг была присоединена бывшая коммуна Шерц.
На 31 декабря 2020 года население — 3157 человек.